# Injeção translunar

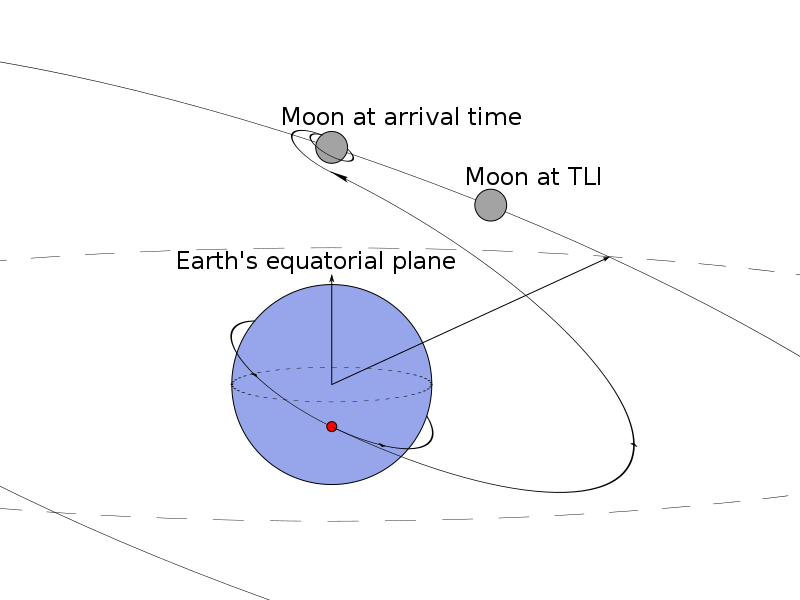
Visão em perspectiva da Injeção translunar. Ela ocorre no ponto vermelho próximo a Terra.

A Injeção translunar, (em inglês:  Trans Lunar Injection (TLI), é uma Manobra orbital, usada para colocar uma sonda ou uma 
espaçonave, numa trajetória tal que ela chegue até a Lua.